# هینترلند اوییشن
هینترلند اوییشن (به انگلیسی: Hinterland Aviation) یک شرکت هواپیمایی با کد یاتا OI است که در ۱۱ مه ۱۹۸۴ میلادی تأسیس شده‌است. دفتر مرکزی هینترلند اوییشن در کنز، استرالیا واقع شده‌است و قطب این شرکت هواپیمایی در کنز قرار دارد و به ۵ مقصد، پرواز انجام می‌دهد.